# Стадиг, Миа
Анна-Мария Лиллемор «Миа» Стадиг-Бредберг (швед. Ann-Marie Lillemor «Mia» Stadig-Bredberg; род. 18 марта 1966, Сундборн, Коппарберг) — шведская биатлонистка, участница Кубка мира и Олимпийских игр.

## Биография
На чемпионате мира 1987 года завоевала серебро в эстафете. Завоевала бронзу чемпионата мира 1988 года в той же дисциплине. В Кубке мира на этапе в Антерсельве в 1991 году показала лучший личный результат в карьере, придя к финишу четвёртой.. В том же году на чемпионате мира в Лахти Стадиг показала лучший результат в этом соревновании в своей карьере — 9 место в индивидуальной гонке.
Принимала участие в Олимпийских играх 1992 года в Альбервиле. В эстафете сборная Швеции заняла шестое место. В индивидуальной гонке Миа пришла к финишу 33-й, а в спринте — 14-й. Завершила карьеру после сезона 1992 года.